# シガ・エージェントシステム

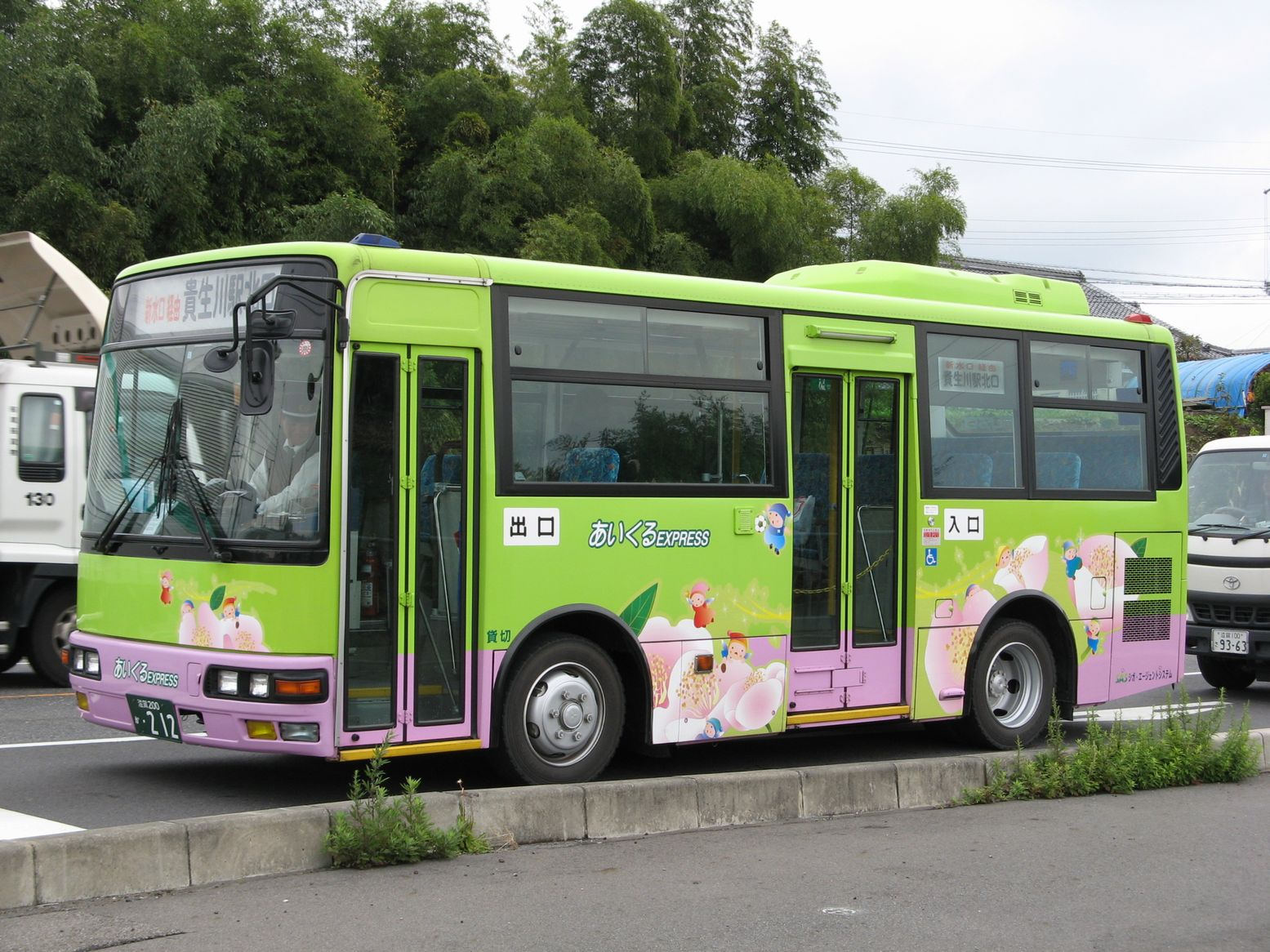
あいくるバス（2007年11月）

株式会社シガ・エージェントシステムは、滋賀県甲賀市に本社を置くMARUGO（旧・丸五運送）グループのバス事業者である。本業の貸切バスのほか、甲賀市からの委託で路線バス（コミュニティバス）の運行も行っている。

## 沿革
- 1991年（平成3年）
  - 3月：設立（※当時の資本金は1,000万円）。
  - 9月：特定旅客運送事業の認可を受ける。
  - 10月：イースタンリゾート滋賀（現・ダイヤモンド滋賀）のメンテナンス契約が成立する。
- 2000年（平成12年）7月：一般貸切旅客自動車事業・一般乗合旅客自動車事業の認可を受ける。
- 2001年（平成13年）4月：土山町（当時）で福祉バスの運行を始める。
- 2002年（平成14年）10月：西日本JRバスの路線撤退に伴い、土山町が事業主体となる。
- 2004年（平成16年）10月：旧甲賀郡の5町が合併し、甲賀市が発足。同市が事業主体となり、甲賀市コミュニティバスの運行が開始される。同コミュニティバスの土山地区の運行業務を受託し、「あいくるバス」という路線愛称を制定する。
- 2011年（平成23年）12月：一般貨物自動車事業の認可を受ける。
- 2012年（平成24年）5月：資本金を1,500万に増資する。
- 2018年（平成30年）8月：事務所（※「近江土山」停留所に併設）の建て替えが完了する。

## 路線
旧土山町を運行する甲賀市コミュニティバスの運行業務を受託している。運行路線は「土山地区」を参照。ちなみに、同地区を運行するコミュニティバスには「あいくるバス」という愛称がある。

## 車両
バス事業に使用する車両のみ記載。
貸切用
- 三菱ふそう・ローザ
- 日野・メルファ
- 日野・リエッセII
- 日産・シビリアン[注 2]

路線用
- 三菱ふそう・エアロミディMJ
- 三菱ふそう・エアロミディMK
- 日野・ポンチョ
- 日野・レインボー
- いすゞ・エルガミオ
- トヨタ・ハイエース[注 3]

ほか

## 備考
- 事務所（待合室と公衆便所を併設）は「近江土山」停留所に併設されているが、車庫は「土山地域市民センター」停留所付近に設けられている（ともに国道1号沿い）。位置関係はマップを参照。